# Uziel Gal
Uziel "Uzi" Gal, nascido Gotthard Glass (Weimar, 15 de dezembro de 1923 — Filadélfia, 7 de setembro de 2002) foi um desenhista de armas Israelita, mais bem conhecido pela criação da pistola-metralhadora Uzi.

## Biografia
Gal nasceu em Weimar, Alemanha. Quando o Partido Nazi subiu ao poder em 1933 Gal mudou-se para a Inglaterra e mais tarde, em 1936, para Kibutz Yagur. Em 1943 foi preso por carregar ilegalmente uma arma e foi sentenciado a uma pena de seis anos de prisão. Contudo, foi perdoado e libertado em 1946, cumprindo menos de metade da sua pena.
Gal começou a desenhar pistola-metralhadora Uzi em 1948, após a Guerra de independência de Israel. Em 1951 a arma foi oficialmente adoptada pelas Forças Armadas Israelitas. Em 1958, Gal foi a primeira pessoa a receber o Prémio de Segurança Israelita pelo seu trabalho na Uzi.
Em 1975 Gal reformou-se do IDF, e no ano seguinte mudou-se para Filadélfia, Pensilvânia nos Estados Unidos, de modo a sua filha Tamar, que tinha sofrido sérios danos cerebrais, pudesse receber tratamento médico.
Gal continuou o seu trabalho como desenhista de armas mesmo depois de se ter mudado para os EUA e até à sua morte em 2002 devido a cancro.